# Joey Dunlop
Pour les articles homonymes, voir Dunlop (homonymie).
William Joseph Dunlop, dit "Joey", (né le 25 février 1952 – mort le 2 juillet 2000) est un pilote moto de course sur route originaire de Ballymoney en Irlande du Nord. Avec 26 victoires au Tourist Trophy de l'île de Man, il fut le recordman du nombre de trophées pour cette épreuve, pour être ensuite dépassé par son neveu Michael Dunlop. Il a également gagné 24 fois le Grand Prix d'Ulster.

## Décès
Il est mort lors d'une course sur le circuit Pirita-Kose-Kloostrimetsa à Tallinn en 2000, en pilotant une 125, alors qu'il avait déjà gagné les épreuves précédentes de 600 cm3 et 750 cm3. La télévision Nord-Irlandaise a couvert ses funérailles, suivis par plus de 50 000 personnes et d'innombrables motards de tout le Royaume-Uni,.
Il est le frère aîné de Stephen Robert Dunlop, lui-même mort le 15 mai 2008 lors des qualifications de la North West 200 à 47 ans. Il est l'oncle de William Dunlop, également pilote, décédé lors des qualifications de la Skerries 100 de Dublin le 7 juillet 2018. Michael Dunlop le frère de William, pilote moto, est également son neveu.

## Œuvres caritatives et humanitaires
Joey Dunlop a aidé de nombreux orphelinats dans les Balkans. Conduisant lui-même, en hiver, avant le début de la saison des courses motocyclistes, une camionnette chargée de fournitures, de nourriture et de vêtements, offerts aux orphelinats en Roumanie, en Albanie et en Bosnie-Herzégovine.
En 1996, il a reçu du Royaume la décoration de l'Ordre de l'Empire britannique pour son œuvre humanitaire.
Après la mort de Joey Dunlop, la Fondation Joey Dunlop a été mise en place. C'est un organisme de bienfaisance qui fournit un hébergement approprié aux visiteurs handicapés de l'île de Man,.

## Palmarès
Avec 26 victoires au Tourist Trophy de l'île de Man, il est le recordman du nombre de trophées pour cette épreuve. Il a également gagné 24 fois le Grand Prix d'Ulster.

### Courses duTourist-Trophyde l'Ile de Man
| 2000 | Ultra Lightweight 1      | Lightweight 250 TT 1    | Junior 600cc 4    | Formula One TT 1   | Senior 3          |              |
| 1999 | Ultra Lightweight 27     | Lightweight 250 TT 5    | Junior 600cc 5    | Formula One TT 2   | Senior 5          |              |
| 1998 | Ultra Lightweight TT 9   | Lightweight TT 1        | Senior TT DNF     |                    |                   |              |
| 1997 | Ultra Lightweight 10     | Lightweight TT 1        | Junior TT 5       | Formula One TT 6   | Senior TT 7       |              |
| 1996 | Ultra Lightweight 1      | Lightweight TT 1        | Formula One TT 7  | Senior TT 2        |                   |              |
| 1995 | Ultra Lightweight DNF    | Lightweight TT 1        | Junior TT 4       | Formula One TT 2   | Senior TT 1       |              |
| 1994 | Ultra Lightweight 1      | Classic Junior 2        | Junior TT 1       | Supersport 600 7   | Formula One TT 3  | Senior TT 3  |
| 1993 | Ultra Lightweight 1      | Classic Lightweight DNF | Junior TT 3       | Supersport 60 DNF  | Formula One TT 14 | Senior TT 11 |
| 1992 | Ultra Lightweight 1      | Junior TT DNF           | Supersport 600 9  | Formula One TT 3   | Senior TT DNF     |              |
| 1991 | Ultra Lightweight 2      | Junior TT 5             | Supersport 600 6  | Formula One TT DNF | Senior TT 2       |              |
| 1990 | Ultra Lightweight TT DNF | Junior TT DNF           | Formula One TT 8  | Senior TT 16       |                   |              |
| 1988 | Production Class B 5     | Production Class C 11   | Junior TT 1       | Formula One TT 1   | Senior TT 1       |              |
| 1987 | Production Class B 18    | Junior 250cc TT 8       | Formula One TT 1  | Senior TT 1        |                   |              |
| 1986 | Production Class C 4     | Junior TT DNF           | Formula One TT 1  | Senior TT 4        |                   |              |
| 1985 | Production 251–750cc 22  | Junior TT 1             | Formula One TT 1  | Senior TT 1        |                   |              |
| 1984 | Production 251–750cc DNF | Junior TT DNF           | Classic TT 2      | Formula One TT 1   | Senior TT DNF     |              |
| 1983 | Senior Classic TT 3      | Formula One TT 1        |                   |                    |                   |              |
| 1982 | Classic TT DNF           | Formula One TT 2        |                   |                    |                   |              |
| 1981 | Classic TT DNF           | Formula One TT 3        |                   |                    |                   |              |
| 1980 | Junior TT 12             | Classic TT 1            | Senior TT 9       |                    |                   |              |
| 1979 | Junior 250cc TT DNF      | Classic TT 6            | Formula Two TT 13 | Formula One TT DNF | Senior TT DNF     |              |
| 1978 | Junior TT 11             | Classic TT DNF          | Formula Two TT 5  | Formula One TT DNF | Senior TT DNF     |              |
| 1977 | Junior 250cc TT 10       | Jubilee TT 1            | Classic TT 7      | Senior TT 4        |                   |              |
| 1976 | Lightweight 250cc TT DNF | Junior TT 16            | Classic TT DNF    | Senior TT 18       |                   |              |

### Victoires auGrand Prix d'Ulster
| Année | Catégorie               | Marque de la machine | Temps moyen (km/h) |
| ----- | ----------------------- | -------------------- | ------------------ |
| 1979  | 500 cm3                 | Suzuki               | 181,47 km/h        |
| 1979  | Superbike 750 cm3       | Yamaha               | 185,62 km/h        |
| 1980  | 250 cm3                 | Yamaha               | 173,34 km/h        |
| 1980  | Superbike 1 000 cm3     | Suzuki               | 187,31 km/h        |
| 1983  | TT F1 920 cm3           | Honda                | 172,81 km/h        |
| 1984  | 250 cm3                 | Honda                | 177,91 km/h        |
| 1984  | 500 cm3                 | Honda                | 190,18 km/h        |
| 1984  | TT F1                   | Honda                | 183,92 km/h        |
| 1985  | 250 cm3                 | Honda                | 180,18 km/h        |
| 1985  | 500 cm3                 | Honda                | 186,91 km/h        |
| 1985  | TT F1 750 cm3           | Honda                | 184,19 km/h        |
| 1986  | Classic Race 500 cm3    | Honda                | 190,37 km/h        |
| 1988  | 250 cm3                 | Honda                | 180,73 km/h        |
| 1990  | TT F1 750 cm3           | Honda                | 194,52 km/h        |
| 1991  | Superbike Race1 750 cm3 | Honda                | 190,48 km/h        |
| 1991  | Superbike Race2 750 cm3 | Honda                | 178,43 km/h        |
| 1992  | 125 cm3                 | Honda                | 164,44 km/h        |
| 1994  | 125 cm3                 | Honda                | 175,14 km/h        |
| 1994  | Superbike Race1 750 cm3 | Honda                | 198,32 km/h        |
| 1995  | 250 cm3 Race1           | Honda                | 189,81 km/h        |
| 1995  | 250 cm3 Race2           | Honda                | 190,35 km/h        |
| 1995  | Superbike Race1 750 cm3 | Honda                | 196,74 km/h        |
| 1997  | 250 cm3 Race2           | Honda                | .                  |
| 1999  | Superbike Race2 750 cm3 | Honda                |                    |

## Distinction
- Ordre de l'Empire britannique à titre civil : officier de l'Empire britannique

### Vidéographie
- Documentaire "Road, gagner quel qu'en soit le prix".